# Anoteropsis hilaris
Anoteropsis hilaris là một loài nhện trong họ Lycosidae.
Loài này thuộc chi Anoteropsis. Anoteropsis hilaris được Ludwig Carl Christian Koch miêu tả năm 1877.